# Plozivní souhláska
Plozivní souhláska (ploziva, okluziva či závěrová souhláska) je v artikulační fonetice jeden ze základních typů souhlásek, jejichž zvuk vzniká uvolněním závěru (okluze) v mluvidlech.
Vytvořením závěru vzniká v dutinách řečového ústrojí přetlak nebo podtlak, následné uvolnění se projeví slyšitelnou plozí – explozí či implozí. Z toho pak vyplývá označení těchto souhlásek jako explozivy (ražené souhlásky) nebo implozivy. Plozivy se vyznačují maximální možnou mírou striktury (zúžení).
V evropských jazycích se implozivy nevyskytují, pojem „ploziva“ se proto ve fonetice často nepřesně používá synonymně ve významu „exploziva“.